# Бретнијер (Ду)
Бретнијер (фр. Bretenière) насеље је и општина у источној Француској у региону Франш-Конте, у департману Ду која припада префектури Безансон.
По подацима из 2011. године у општини је живело 63 становника, а густина насељености је износила 15,14 становника/km². Општина се простире на површини од 4,16 km². Налази се на средњој надморској висини од 312 метара (максималној 445 m, а минималној 309 m).

## Демографија
| 1962. | 1968. | 1975. | 1982. | 1990. | 1999. | 2011. |
| ----- | ----- | ----- | ----- | ----- | ----- | ----- |
| 47    | 50    | 47    | 59    | 56    | 61    | 63    |

График промене броја становника у току последњих година